# Thibron lunda
Thibron lunda är en insektsart som först beskrevs av Rehn, J.A.G. 1930.  Thibron lunda ingår i släktet Thibron och familjen torngräshoppor. Inga underarter finns listade i Catalogue of Life.